# Мусич, Иван
Иван Мусич (серб. Иван Мусић, 24 декабря 1848, Любушки, Босния и Герцеговина — 1888, Белград) — сербский католический священник, воевода Герцеговины, лидер восстания против Османской империи. В газете «Мале новине» годом рождения указывается 1850 год.

## Образование
Иван родился в селе Клобук под Любушками в 1848 году. С помощью своего дяди о. Анжела Кральевича, который был епископом в Мостаре, он получил образование как францисканский послушник в Широки-Бриеге. Он принял монашеское имя Симун. Ещё будучи молодым человеком, семинаристом, он пытался бежать в Сербию, которая в то время была символом свободы. Его арестовали, но дядя епископ вмешался в дела турецких властей, и его отпустили. Вскоре он отправился изучать медицину в Стамбул, но вместо этого окончил духовную семинарию в венгерском городе Эстергоме.

## Герцеговинское восстание
В июне 1875 года он возглавил Боснийско-герцеговинское восстание против турок-османов в Габеле на Неретве. В то время он был приходским священником в селе Равно. В батальоне Поповско-Любинь, которым он командовал, более половины составляли православные сербы. Он разгромил турок в двух сражениях. Благодаря ему часть Герцеговины стала свободной территорией. Он был избран воеводой Нижней Герцеговины. Это произошло 11 июля 1875 года в сербском православном монастыре Завала, в день Святого Петра. Черногорец Блажо Петрович пожаловал ему сан воеводы. Тогда Иван снял с себя мантию, надел богато украшенную доламу, а сам опоясался кобурами, ятаганом и димианской саблей. Все присутствующие подняли три пальца и воскликнули: «Да здравствует князь Никола!»

## Жизнь в Черногории и Белграде
Он отказался от наград и почестей. Была надежда, что он снова будет служить священником, но он бежал в Черногорию вместе с Цвиетой Вукасович-Кудуз из Столаца, и 6 марта 1881 года в Подгорице у него родилась дочь Дельфа. Они жили в Цетинье и Подгорице, но из-за интриг князя Николы в 1881 году переехали в Белград, где у них родилась вторая дочь Даница. Был переводчиком с французского языка во время строительства железной дороги Белград-Ниш. Затем он живёт с Джордже Недичем, отцом Милана Недича. Потом умерла его дочь Даница. В Белграде у него родилась и третья дочь Вукосава, которая прожила всего несколько дней. После этого его жена Цвиета заболела туберкулёзом и умерла в 1885 году. Он снова женился, но жена Елена вскоре умерла. Он работал старшим почтовым офицером, комиссаром полиции и переводчиком. Умер в Белграде 11 декабря (по юлианскому календарю) 1888 года. На следующий день ему устроили пышные похороны, с большим количеством пришедших. Похоронен на Новом кладбище. Шествие началось в понедельник, 12 декабря, в 9:30 от его квартиры на улице Призренской дом № 15, в Вознесенскую церковь, где состоялось отпевание. Отпевание совершил епископ 
жичский Никанор Ружичич в сопровождении 16 священников. В церкви Милан Бильчевич прочитал соответствующую речь. Он умер православным сербом, и православная вера была его личным выбором. «Голос Черногории» опубликовал некролог о его смерти. После смерти Ивана его дочь Дельфа была усыновлена председателем муниципалитета Белграда Михайло Богичевичем и его женой Катариной Константинович (Милан Обренович был её близким родственником). Иван Мусич — один из самых влиятельных сербов Боснии и Герцеговины в XIX веке. Он имел хорошее образование, был справедливым, культурным и милосердным. Его могилы ныне не существует, поскольку её раскопали со временем.
Томо Ораовац написал о его жизни раздел в календаре Вардар за 1910 год: «Воевода Иван Мусич». Речь идёт о сопроводительном тексте с фотографией Ивана Мусича на стр. 47, а текст — на стр. 139—140.
15 и 16 декабря 1888 года газета «Мале новине» писала о его жизни и похоронах, а 14, 15 и 16 января 1889 года публиковала объявления его крёстных родителей и друзей о сорокадневной панихиде в Соборной церкви в Белграде (в понедельник… в 10 часов). Панихида состоялась 16 января того же года.

## Великохорватский взгляд
В 1995 году в Драчево был установлен памятник, на котором написано, среди прочего, что Иван Мусич воевал против турок в 1875 году, чтобы сбросить турецкие оковы и защитить родные очаги от черногорских и сербских посягательств на эту священную хорватскую землю. В 1998 году в Столаце была установлена мемориальная доска, рядом с которой установлен бюст, изображающий Ивана Мусича. Мемориальная доска гласит: Хорватскому воеводе, освободителю Столаца от многовекового рабства турецкого, по случаю 120-летия была установлена благодарными хорватами Столацкого края, 1878-1998 гг. Его именем названо объединение, избирательно и тенденциозно изображающее его жизнь и деятельность. Благодаря великохорватским усилиям он стал посмертно хорватизированным. На месте его рождения установлена мемориальная доска. Его именем названа улица в Любушках. В Киселяке в 2008 году готовилось открытие памятника и присвоение улице имени Ивана Мусича. Отставной управляющий лесным хозяйством из Киселяка Рафаэль Муса в 2014 году опубликовал книгу «Воевода дон Иван Мусич». В 2005 году, к 130-летию Герцеговинского восстания, о нём был снят документальный фильм. Он был снят телеканалом HTV Mostar. С созданием фильма помогали доктор Ивица Пулич, профессор отец Андрия Никич и Станислав Вукореп из Чаплины.

## Свидетельства его дочери Дельфы
Дочь Ивана Мусича, Дельфа Иванич (одна из основательниц «Круга сербских сестёр»), рассказала, что её отец принял православие в Сербии и что раньше он чувствовал себя сербом католической веры: «Приехав в Сербию в 1881 году, он принял православие со славой крещения на Петровдан – день, когда он принял свою повстанческую и воеводскую присягу у алтаря сербского монастыря Завала, в Поповом поле, в Нижней Герцеговине, в присутствии его верных повстанцев». Его дочь рассказала о семейной традиции, согласно которой Мусичи изначально были потомками двоюродного брата князя Лазаря Хребеляновича.

## Награды и почести
Награждён перед всей герцеговинско-черногорской армией орденом князя Даниила III степени.